# Jajačka banovina
Jajačka banovina je bila vojna upravna jedinica na prostoru današnje države Bosne i Hercegovine. Pripadala je Hrvatskom Kraljevstvu u hrvatsko-ugarskoj državi.
U izvorima na mađarskom jeziku naziva se Jajcei bánság, a na njemačkom naziva se Banschaft von Jajce.

## Upravna organizacija
Na čelu joj je bio ban. Sastojala se je od triju županija: Vrbasa, Sane i Dubice. Gradovi koji su joj pripadali (abecednim redom): Banja Luka, Belaj (kod Bos. Petrovca), Bočac, Celepirovac, Greben  kod Vrbasa, Grmeč-grad, Jajce, Jezero, Kamengrad (sjeverozapadno od Ključa), Komotin, Koszoruvar (Vinac), Kotorgrad, Kozarac, Krupa, Oštregrad-Istregrad, Peeg (Perga)?, Prusac, Sokolac (kod Jezera), Travnik, Vinčac, Vrbenacgrad (kod Travnika), Zvečaj (50 km prema Banjoj Luci). Mnogi od tih gradova bili su utvrđeni.
Granice su joj uoči Mohačke bitke 1526. bile: rijeka Sava na sjeveru sve do grada Šamca, ne uključujući isti grad. Granica je potom pratila tok rijeke Usore i Bosne, obuhvaćajući grad Dobor. Granica se pružala prema jugozapadu sve do gornjeg toka rijeke Vrbanje gdje ju je sjekla otprilike na 44° 30' sj. zemljopisne širine i 17° 30' istočne zemljopisne dužine. Pružala se istim pravcem sve do gornjeg toka rijeke Vrbasa (ponad Bočca koji je obuhvaćala), čiji je tok uzvodno pratila sve do Jajca, koji je također obuhvaćala. Jajce je bilo usamljeno, mostobran sa suprotne, jugoistočne strane sutoke Plive i Vrbasa. Granica je obilazila Jajce s južne (rijeka Ugar) strane (Vinčac su Osmanlije u međuvremenu okupirale) i skretala na zapad do Jezera (koji su Osmanlije također u međuvremenu okupirale). Potom je granica išla u pravcu sjeverozapada pravo na Prijedor (Pridor) kod sutoke Gomjenice u Sanu; porječje Gomjenice je bilo unutar ove banovine.

## Povijest

### Uvodne okolnosti
Uspostavio ju je hrvatsko-ugarski kralj Matija Korvin jeseni odnosno zime 1463. godine. To je bilo za doba stogodišnjeg hrvatsko-turskog rata, kad su turska osvajanja ozbiljno ugrozila ne samo istočne granice Hrvatskog Kraljevstva, nego i dubinu hrvatskog teritorija. 
Ljeta je te iste godine Bosansko Kraljevstvo pada pod tursku vlast, kad je osmanski sultan Mehmed II. napao i zauzeo Bosnu te i grad Jajce.
Jajačka i susjedna Srebrnička banovina bile su dijelom obrambenog lanca koji su još činile Šabačka (stvorena 1476.), Beogradska i Severinska banovina; lancem vojnički uređenih upravnih jedinica kralj je namjeravao suprotstaviti se turskim navalama.
Unatoč svemu, pa čak i istoj vojno-civilnoj upravi, jer su često imale istog bana, nije se pokazala korisnom. Strateški se situacija nije mnogo promijenila. Osmansko je Carstvo zadržalo utvrđene strateške gradove Ključ i Kamengrad koji se nalaze u dolini rijeke Sane, a osvojili su ih kad je pala Vrhbosna. Tako su mogli iz tog pravca te preko Livanjskog i Duvanjskog polja u svakom trenutku provaljivati u Hrvatsko Kraljevstvo postrojbama svake veličine, bez ikakve potrebe dirati se u utvrde u Jajačkoj banovini.
To obrazlaže brojem osmanske provale u i preko hrvatskih krajeva od 1468. pa sve do sedmogodišnjeg primirja od 20. kolovoza 1503. godine. U tom razdoblju Osmansko se Carstvo nije gnjavilo osvajanjem hrvatskih gradova i krajeva, nego su se usmjerile na gospodarsko iscrpljivanje protivnika pustošenjem polja, pljačkom te otimanjem ljudi odnosno hvatanjem roblja.

### Osloboditeljski Korvinov pohod 1463.
Kralj Matija Korvin je jeseni 1463. godine krenuo s velikom vojskom i oslobodio dio Bosne do Jajca. Sâmo Jajce palo je pod hrvatsko-ugarsku vlast nakon dulje opsade na Božić 1463. Nakon toga, kralj je uspostavio Jajačku i Srebrničku banovinu. Jajačka je banovina imala sjedište u Jajcu. Ono je bilo važan grad, od kojeg je vodio trgovački put (karavanski put) koji je išao preko Livna do Splita. Iz Bosne se izvozila stoka, krzno, med, vosak i sir. Ta je trgovina trajala sve do turske okupacije.
Autori bilježe "Kralj ugarsko-hrvatski Matija Korvin, koji nije propadajućemu kraljevstvu u pomoć pritekao, budi što ga je Muhamed II. nadmudrio, budi što je htio, da kraljevstvo propane, pa da on tada Bosnu iz turskih ruku otme i kao pokrajinu svojoj državi pridruži."
U vojnom mu je pohodu pomogla brojna bosanska i hercegovačka vlastela. Osobito se isticao vojvoda Vladislav, sin hercega Stjepana. Zimi 1463. godine Matija je Korvin oslobodio od Turaka sve "dolnje kraje" i banovinu Usoru i Soli. Uspješnim je pohodom pod svoju vlast dobio 30 utvrđenih gradova. U "dolnjih krajih" bitne su utvrde bile u Jajcu, Zvečaju, Vrbaškom gradu i Banjoj Luci, a na Usori to su bili Tešanj i Srebrenik. Osmanskom je Carstvu pod nadzorom ostala samo "gornja ili prava Bosna" s Podrinjem.
Kralj Matija Korvin je 6. prosinca 1463. osobno došao onamo u Jajce. Ondje je izdao povelju vojvodi Vladislavu Vukčiću kojom ga je uzdario za izvrsnost u vojnom pohodu protiv Turaka i za logističku potporu hrvatsko-ugarskim snagama. Od oslobođenih područja kreirane su dvije banovine. Matija Korvin je od Dolnjih krajeva ustrojio je Jajačku banovinu, koja je bila radi zaprječivanja osmanskih udara na Hrvatsku. Od oslobođenih područja vojvodine Usore ustrojio je Srebreničku banovinu koja je imala zapriječiti osmanske udare na Slavoniju.

### Pad južnog krila
Posjed hercega Stjepana Vukčića bi izložen propadanju nakon njegove smrti 1466. godine. Dvojica njegovih sinova, Vladislav i Vlatko, neko su vrijeme opstojali na posjedu no naposljetku iseliše u Dubrovnik, a treći mu se sin Stjepan islamizirao. Već do 1483. se je godine cijela Hercegovina našla pod osmanskom vlašću.

### Krbavska katastrofa
1493. su se na Krbavskom polju sukobile hrvatske snage i turske snage koje su se vraćale s pohoda. Hrvatske su postrojbe upale u zasjedu te 11. rujna pretrpe teški poraz. Poginulo je 10.000 Hrvata, 1500 zarobljeno, izginulo je većina domaćeg plemstva koje je osjećalo sa zemljom za koju se borilo, za razliku od kasnijih inozemnih plemića kojima je hrvatska zemlja bila samo posjed koji su dobili na dar u trenutcima kraljeve obijesti te koji su odbacivali u nepovoljnim trenutcima. Demografsko-strateški je nastao novi problem jer su stanovnici južne Hrvatske onda počeli se preseljavati u Slavoniju, ostavljajući tako južne hrvatske krajeve bez demografskog izvora za obranu i gospodarsku potporu. Jajačka je banovina tako ostala ozbiljno ugrožena oslabljenim zapadnim krilom. U bitci je zarobljen jajački ban Juraj Vlatković.

### Pokušaji zauzimanja i novi strateški pomaci
Kad je Franjo Berislavić došao u kraljevu milost, ponovno je postao jajačkim banom. 1501. To je bilo vrijeme ratnog predaha, jer je smjer osmanskog udara tih godina bio usmjeren na hrvatske krajeve pod mletačkom vlašću. Svijest da će to biti tako samo kratko vrijeme također je postojala, o čemu svjedoči Franjin dopis splitskom knezu 1499. u kojem ga je obavijestio o turskim pripremama, molio za pomoć ali i također nudi pomoć ako ih Turci napadnu Mlečane. Neobično je što za onodobne okolnosti Franjo je tvrdio da je Jajce dobro opskrbljeno ljudstvom i logistički.
Franjo Berislavić diplomatski se angažirao na stvaranju vojnog saveza Mletačke Republike (s kojima je već prije kontaktirao), pape i kralja Vladislava II. Jagelovića. Radilo se na tome da Mlečani ne sklope primirje s Turcima. Franjin se trud isplatio te je savez uspostavljen, a uskoro je iste godine oživotvoren na bojištu.
Skenderbeg Mihajlović neuspješno je opsjeo 1501. godine Jajce, jer su ga pod samim gradom teško porazile postrojbe pod zapovjedništvom Ivaniša Korvina uz pomoć Zrinskog, Frankopana, Karlovića i Cubora. Turke to nije odagnalo nego su se dali spremati za novu navalu na grad.
1501. Baltazar Baćan (Baltazar Batthyány) postavljen je za bana, no izbjegavao je preuzeti dužnost i ući u grad, a s druge strane, od 1502. je ban Franjo Berislavić tražio od kralja razriješiti ga banske dužnosti u Jajcu; pretpostavlja se da je zbog novčarskih raloga, jer plaća koja je trebala osigurati opskrbu dobrima nuždnim za obranu Jajačke banovine nije stigla.  Naposljetku Franjo nije bio aktivnim sudionikom obrane niti je slao postrojbe na položaje.
Zbog toga što su oboje izbjegavali primiti se obrane, Turci su iskoristili nezaštićenu granicu te 1502. teško opustošilo vrbaški kraj. Zbog toga intervenirao je i sam kralj koji je opomenuo, no ni to nije pomoglo, jer je Franjo bio na neželjenoj dužnosti i iduće godine. Franjino je banovanje, koje i je njemu bilo na trošak, obilježeno i infrastrukturnim poboljšanjima. Dao je izgraditi cestovnu prometnicu dao izgraditi cestu koja je povezala Brod i Jajce. O tome govori glagoljski natpis na ploči na toj cesti "Va vrime uzmožnog kneza Ferenca Berisalića".
Mlečani su ipak sklopili s Turcima primirje koncem 1502. godine.  Na sreću po Hrvatsku, turski je pritisak popustio 1503. godine. 13. srpnja 1503. kralj je naložio neka Stjepan od Gorbonoka i Klement Szemere preuzmu dužnost bana od Franje Berislavića. Budući da se je raspao protuturski savez kršćanskih država, 20. kolovoza 1503. kralj je Vladislav također potpisao primirje s Turcima.
1512. je pala Srebrenička banovina, čime se je Jajačka banovina našla ugroženom i s istoka.
1525. su osmanske snage poduzele novu opsadu Jajca. Trajala je pola godine. Okončao ju je Krsto Frankopan 11. lipnja 1525. godine. Njegova se osloboditeljska akcija pročula po kršćanskom svijetu. Nakon povratka u svoje sjedište, veličanstveno je dočekan, a hrvatsko-ugarski kralj mu je podijelio naslov "branitelja kraljevina Dalmacije, Hrvatske i Slavonije".

### Nakon poraza kod Mohača
Poraz u Mohačkoj bitci i padadinastije Jagelovića 1526. navijestio je loše dane. Ionako ugroženo dvojno kraljevstvo bi dodatno ugroženo što je podvojenošću Hrvatske na pristaše Habsburgovaca i na pristaše Zapolje.
Ban Jajačke banovine Petar Keglević je potom predao grad Jajce i Jajačku banovinu habsburškom caru Ferdinandu. Ovaj je na to postavio njemačko vojno osoblje, i zapovjedno i obične vojnike. U isto se je vrijeme unutar Hrvatske i Ugarske u tako kritičnom trenutku vodio besmisleni građanski rat između pristaša Habsburgovaca i Zapoljevaca.
Osmanlije su taj strateški trenutak brzo iskoristile. Već siječnja 1528. opsjeli su Jajce, dok su se Hrvati gubili u nepotrebnim međusobnim zavadama dok se je prava opasnost našla opet na hrvatskim južnim granicama. Jajce osta zaboravljeno, osmanski zapovjednik, bosanski Usref-paša je silovito napao grad, a uz svu tu nevolju branitelje Jajca snašla je izdaja Stjepana Grbonoga koji je radi sebeljubnih osobnih interesa predao grad.

### Nakon pada Jajca
Kad su 1528. Osmanlije osvojile Jajce i Banju Luku, Jajačka je banovina uskoro pala pod tursku vlast.

## Banovi Jajačke banovine
Banovi Jajačke banovine bili su:
- Blaž Raškaj[12]
- Juraj Vlatković (zarobljen 1493. u krbavskoj bitci)
- Franjo Berislavić[4] (1494.[13] zajedno s Baltazarom Baćanom,[7]  1499. – 1501. i 1503.)
- Baltazar Baćan[4] (Batthyány) (1494. zajedno s Franjom Berislavićem,[7] 1502.)
- Ladislav Kaniški (lipanj 1495., zajedno s Ivanom Bebekom)[7]
- Juraj Kaniški[4]
- Ivan Bebek[4] (lipnja 1495. zajedno s Ladislavom Kaniškim,[7] 1505.)
- Bartol Berislavić,[4] prior vranski (1507.)[14]
- Juraj Stražemanski[15] (Zthresemley, de Strasemlye, deZthresemlye, Stresemley, Zthresemley )[4] (1505. – 1510.) (1508.)(ban Srebrničke banovine (1494. – 5.)
- Nikola Székely[16]
- Baltazar Alapić[16]* Ivan Berislavić, (Ivaniš Berislavić), bratić Franje Berislavića (1511. – 1513., Franjo mu je onda bio zamjenik,[13] a sudrug u banstvu Juraj Stražemanski[16])
- Ivan Tahi[12] (1518.-)
- Petar Keglević[4] (1520-1526.)
- Tadija Mikulić(1528. ban Jajački, poginuo u obrani grada)[17][18]

## Vanjske poveznice
- Zemljovid Stogodišnjeg hrvatsko-turskog rata  Arhivirana inačica izvorne stranice od 1. lipnja 2012. (Wayback Machine)
- Večernji list doc. dr. sc. Hrvoje Gračanin: Petar Zrinski s 2000 krajišnika potukao 8000 Turaka i - kažnjen, 4. srpnja 2010.
- [neaktivna poveznica] Dane Gruber: Borba Hrvata s Turcima od pada Sigeta do navale Turaka na Sisak (1566-1576) u Zabavnik hrvatske omladine za godinu 1878., Djaško društvo Hrvatski dom na I. hrvatskom sveučilištu, Zagreb, 1878.
- Historijski zbornik g. XXXVII (1)  Arhivirana inačica izvorne stranice od 4. ožujka 2016. (Wayback Machine) Tomislav Raukar: Turci i hrvatsko kasnosrednjovjekovno društvo